# Музей Вооружённых сил Индонезии
Музей Вооружённых сил Индонезии (англ. The Satriamandala Museum, также известен как Сатрия Мандала) — главный музей вооружённых сил Индонезии. Открылся он 5 октября 1972 года, находится в южной Джакарте, занимает площадь 5,6 гектаров (14 акров) и обладает многочисленными артефактами, оружием и транспортными средствами.

## Описание
Музей находится на улице Гатот Соброто, Западный Канинген, Мемпенг в южной Джакарте, занимая территорию площадью 5,6 гектаров (14 акров); экспонаты размещены в трёх зданиях и выставочных площадках. Это главный военный музей Индонезии. Название Сатрия Мандала происходит от санскрита и переводится как «священное место рыцарей». Музей могут посетить все желающие, а также его архивы находятся в свободном доступе для людей, занимающихся исследованием истории вооружённых сил Индонезии.

## История
В 1968 году в у председателя отдела истории вооружённых сил Индонезии Нугрохо Нотосусанто появилась идея создания современного музея, который будет показывать роль армии в развитии Индонезии. Имеющиеся музеи, например Музей борьбы в Джокьякарте, не имели достаточного финансирования, а также не было четко определена их миссия. Ещё не существовало музея, который бы показывал роль армии в целом, а не только роль сухопутных войск, военно-морских или военно-воздушных сил. Нотосусанто спроектировал дизайн своего музея, основываясь на Австралийском военном мемориале в Канберре и Национальном музее истории в Мехико, Мексика.
Сначала военные направили запрос президенту Сухарто на использование помещения президентского дворца в Богоре для размещения музея, однако запрос был отклонен. Взамен им было предложено здание Висма Ясо, которое было построено в 1960 году для Ратны Сари Дэви, жены тогдашнего президента Сукарно. Здание было выполнено в японском стиле, поскольку Ратна была японкой. Жилье было превращено в музей, работу начали 15 ноября 1971 года. Хотя строительство продолжалось до 1979 года, музей был официально открыт президентом Сухарто в День армии, 5 октября 1972 года. В день открытия в музее было только двадцать диорам.
В 1987 году был построен дополнительный музей Васпада Пурбавесеза (в переводе — Музей вечной бдительности). После того как военными силами было подавлено несколько протестов консервативных мусульманских группировок, например в Танджун Приоке, правительство Нового порядка сосредоточилось на распространении пяти принципов мирного сосуществования «Панча Шила»; Васпада Пурбавесеза играл эту роль в Сатриямандале.
В январе 2010 года музей Вооружённых сил Индонезии был провозглашен культурным достоянием Индонезии. В течение 2006—2008 годов в музее побывало в среднем 48 000 посетителей.

## Экспонаты
В музее сосредоточено множество экспонатов, связанных с военной историей Индонезии. Здесь есть комната, посвящённая флагам различных воинских соединений; комната с артефактами, которые принадлежали генералу Урипу Сумохарджо (первому военному начальнику штаба), а также генералу армии Судирману (первому военному главнокомандующему), генералу Абдулу Харису Насутиону и генералу Сухарто.
Также здесь находятся сотни винтовок, гранат, заостренных бамбуковых палок и другого оружия, которое датируются 1940 годом и позже. В зале героев расположены статуи в полный рост военных, которые были провозглашены национальными героями Индонезии, в их числе Судирман и Урипа на месте почета в конце зала.
Здесь также установлены 75 диорам, посвящённых революциям, предшествовавших обретению независимости; национальной революции; военной борьбе после революции. Диорамы были созданы мастером из Джокьякарты. Другие экспонаты в музее являются фотографическими.
Также в музее есть несколько военных машин, которые находятся в основном на выставочных площадках. Среди них есть судно KRI Pattimura, которое принимало участие в боевых действиях в Папуа; самолёт AT-16 Harvard, B-25 Mitchell, P-51 Mustang, старый президентский самолёт RI 001 и вертолёт Ми-4; а также наземный транспорт: танки, машины скорой помощи и джип Willys MB, который принадлежал Судирману.
Васпада Пурбавесеза, пятиэтажный музей в форме пятиугольника, вмещает в себе диорамы и артефакты военных конфликтов с консервативными экстримистскими исламскими группировками. Здесь можно увидеть артефакты с поражения восстания группировки Дарул ислам и артефакты из других военных конфликтов с исламскими группировками.

## Коллекции, которые заслуживают внимания
- Проект провозглашения независимости Индонезии, написанный президентом Сукарно.
- Паланкин, на котором семь месяцев носили генерала Судирмана, когда он был партизаном.